# Villasdardo
Villasdardo és un municipi de la província de Salamanca a la comunitat autònoma de Castella i Lleó. Limita al Nord amb Villar de Peralonso i Gejuelo del Barro, a l'Est amb Villaseco de los Gamitos i Encina de San Silvestre, al Sud amb Santa María de Sando i a l'Oest amb Cipérez.

## Demografia
| 1991 | 1996 | 2001 | 2004 |
| ---- | ---- | ---- | ---- |
| 29   | 26   | 22   | 18   |